# Somogybabod
Somogybabod là một thị trấn thuộc hạt Somogy, Hungary. Thị trấn này có diện tích 10,58 km², dân số năm 2010 là 495 người, mật độ 47 người/km².